# Synode des évêques (Églises catholiques orientales)
Pour la structure de l’Église catholique, voir Synode des évêques. Pour les autres significations, voir Synode des évêques (homonymie).
Le synode des évêques, ou parfois sobor (du vieux-slave) ou encore Saint-Synode, est, dans certaines Églises orientales en communion avec l’Église catholique — plus précisément, dans les Églises patriarcales et les Églises archiépiscopales majeures — l’assemblée réunissant tous les évêques de cette Église. Son fonctionnement et ses compétences sont définis dans le Code des canons des Églises orientales aux canons 102 à 113 pour les Églises patriarcales, et appliqué de la même manière dans les Églises archiépiscopales majeures suivant le canon 152 du même code.
Cette structure s’apparente au conseil des hiérarques des Églises métropolitaines (celui-ci ne nommant pas son métropolite), ou au Saint-Synode des Églises orthodoxes, voire à leur sobor (qui admet des laïcs). Le Synode des évêques, une institution de l’Église catholique, a quant à lui un fonctionnement et des objectifs assez différents. Elle n’est pas considérée comme de même nature que les conférences épiscopales, comme précisé dans la lettre en motu proprio de Jean-Paul II intitulée Apostolos suos, qui précise le fonctionnement de ces structures essentiellement latines.

## Fonctionnement
C’est au patriarche ou à l’archevêque majeur — selon le type d’Église — de convoquer le synode. Tous les évêques de l’Église sont convoqués à ce conseil, et sont tenus d’y assister sauf empêchement légitime validé par leurs pairs.
Le synode des évêques élit le patriarche ou l’archevêque majeur — selon le type d’Église —, ainsi que les nouveaux évêques, et d’autres postes d’importance, mais doit chaque fois communiquer ses décisions au pape pour validation.